# Tapeinosperma ellipticum
Tapeinosperma ellipticum är en viveväxtart som beskrevs av Carl Christian Mez. Tapeinosperma ellipticum ingår i släktet Tapeinosperma och familjen viveväxter. Inga underarter finns listade i Catalogue of Life.